# Hergnies
Hergnies és un municipi francès, situat a la regió dels Alts de França, al departament del Nord. L'any 2006 tenia 4.182 habitants. Limita al nord amb Wiers, a l'est amb Vieux-Condé, al sud amb Odomez, al sud-oest amb Bruille-Saint-Amand i al nord-oest amb Flines-lès-Mortagne.

## Demografia
| 1962                                       | 1968  | 1975  | 1982  | 1990  | 1999  | 2006  |
| ------------------------------------------ | ----- | ----- | ----- | ----- | ----- | ----- |
| 3.522                                      | 3.568 | 3.389 | 3.300 | 3.696 | 3.849 | 4.182 |
| Des de 1962: població sense dobles comptes |       |       |       |       |       |       |

## Administració
| Període | Identitat         | Partit |
| ------- | ----------------- | ------ |
| 2001-   | Jacques Schneider | UMP    |